# Wegelin
Wegelin & Co — старейший банк Швейцарии, история которого отсчитывается с 1466 года. Основное направление финансовой деятельности Wegelin — управление капиталом и активами.
В 1466 году купеческое сообщество швейцарского кантона Санкт-Галлен основало торговую компанию Nothveststein. Непосредственно банковскими операциями Nothveststein занялась только в начале XVIII века. В 1741 году швейцарский коммерсант Каспар Цили создал собственную торговую компанию, которая впоследствии купила Nothveststein (штаб-квартира Wegelin & Co находилась в бывшем главном здании Nothveststein). Вскоре название Nothveststein поменяли на Notenstein. В 1881 году потомок Каспара Цили, Эмиль Вегелен, изменил организационно-правовую форму банка на «товарищеское общество», а также поменял его название на Wegelin & Co. О высокой репутации банка в тот период свидетельствует тот факт, что одной из его клиенток была французская императрица Эужения Бонапарт.
Первый филиал Wegelin за пределами Санкт-Галлена был открыт только в 1998 году в Цюрихе. Руководителем политики расширения сети отделений банка стал управляющий партнёр банка Конрад Хуммлер, который вступил в состав членов общества Wegelin в 1991 году. Благодаря его руководству в 2007 году были открыты отделения в Женеве и Лозанне, а затем и в других городах Швейцарии, общим числом 12. Количество сотрудников банка увеличилось с 30 в 1990 году до 700 в 2012, а активы, находящиеся под управлением банка, достигли около 24 млрд швейцарских франков.

## Последствия давления США
В октябре 2010 года бывший директор банка был арестован ФБР по подозрению в отмывании денег. В декабре 2011 года прокуратура Нью-Йорка выдвинула против троих сотрудников Wegelin (швейцарцы Майкл Берлинка, Урс Фрай, Роджер Келлер) обвинение в том, что они помогали американским клиентам банка укрывать деньги от налогообложения. По данным прокуратуры, обвиняемые в период с 2005 по 2010 годы убеждали граждан США размещать их деньги в банке Wegelin, а также содействовали им в создании подставных фирм в Лихтенштейне, Панаме и Гонконге с целью ухода от налогов. Сотрудникам Wegelin удалось таким образом привлечь порядка 70 американских налогоплательщиков (причём некоторые из них — бывшие клиенты UBS), которые в общей сложности утаили от налогового управления на счетах банка Wegelin около 1,2 млрд долларов.
С середины 2009 года банк прекратил привлечение новых клиентов из США. В августе 2011 года банк предупредил своих клиентов из США, что с января 2012 года больше не будет вести дела с американцами. Далее банк уполномочил представителя адвокатуры в США представлять его интересы.
В конце января 2012 года подразделение банка Wegelin по управлению капиталом и активами (вместе с основной частью клиентов банка) были проданы банку Notenstein Private Bank, 100%-ой дочерней компании швейцарской Raiffeisen Group. Согласно сообщению издания Der Sonntag, покупка обошлась Raiffeisen Group примерно в 650 млн долларов. Как заявил управляющий партнёр банка Конрад Хуммлер,
...банк стал жертвой большой игры и его продажа стала единственным верным решением, принятым своевременно, хотя торжествовать по этому поводу не приходится... Это делается ради наших клиентов и работников, чьи интересы мы считаем необходимым защитить в первую очередь
Сделка была оформлена за несколько дней. Сменив вывеску, банк вернул себе историческое имя — Notenstein. В результате сделки основные активы банка были переведены в другую организационно-правовую форму, а подразделение, управлявшее деньгами американцев, осталось в составе Wegelin & Co, в отношении сотрудников которого проводится расследование фискальных органов США. Руководителем Notenstein Private Bank стал бывший участник товарищеского общества Wegelin д-р Адриан Кюнци (Dr Adrian Künzi).
Конец банка Wegelin — это только прелюдия к большой атаке на швейцарский банковский сектор. Власти США сжимают петлю над нашей индустрией. Решение налоговых споров со Штатами очень дорого обойдётся нашим банкам
В январе 2013 года банк Wegelin & Co заявил о прекращении своей деятельности.